# Bistum Teramo-Atri
Das Bistum Teramo-Atri (lateinisch Dioecesis Aprutina seu Teramensis-Hatriensis seu Atriensis, italienisch Diocesi di Teramo-Atri) ist eine in Italien gelegene Diözese der römisch-katholischen Kirche mit Sitz in Teramo.
Es wurde im 5. Jahrhundert errichtet und nannte sich ursprünglich Teramo. Nachdem es am 1. Juli 1949 von dem Bistum Penne das Gebiet des ehemaligen Bistums Atri erhalten hatte, nannte es sich Teramo e Atri.
Seit dem 2. März 1982 gehört es der Kirchenprovinz Pescara-Penne an.